# Liste der Biografien/Juo
Liste der Biografien |
Portal Biografien |
Personensuche
# |
A |
B |
C |
D |
E |
F |
G |
H |
I |
J |
K |
L |
M |
N |
O |
P |
Q |
R |
S |
T |
U |
V |
W |
X |
Y |
Z |
?
 
Ja |
Jb |
Jd |
Je |
Jh |
Ji |
Jj |
Jl |
Jn |
Jm |
Jo |
Jp |
Jr |
Js |
Jt |
Ju |
Jv |
Jw |
Jy
 
Jua |
Jub |
Juc |
Jud |
Jue |
Juf |
Jug |
Juh |
Jui |
Juj |
Juk |
Jul |
Jum |
Jun |
Juo |
Jup |
Jur |
Jus |
Jut |
Juu |
Juv |
Juw |
Jux |
Juy |
Juz
Die Liste der Biografien führt alle Personen auf, die in der deutschsprachigen Wikipedia einen Artikel haben. Dieses ist eine Teilliste mit 19 Einträgen von Personen, deren Namen mit den Buchstaben „Juo“ beginnt.

## Juo

### Juoc
- Juocevičius, Algimantas (1944–2015), litauischer Kommunalbeamter, Politiker und Vizeminister für Inneres
- Juocevičius, Juozas Vytautas (1947–2024), sowjetischer Boxer

### Juod
- Juodaitis, Justinas (1899–1969), litauischer katholischer Geistlicher, Prälat, Kanoniker, Hochschullehrer, Märtyrer
- Juodka, Benediktas (* 1943), litauischer Biochemiker und Politiker
- Juodkienė, Žydrūnė (* 1974), litauische Juristin und Politikerin
- Juodvalkė, Monika (* 1982), litauische Politikerin, Vizeministerin für Umwelt
- Juodvalkis, Antanas (* 1937), litauischer Forstwissenschaftler
- Juodvalkis, Egidijus (* 1988), litauischer Radrennfahrer
- Juodzevičiūtė, Kotryna (* 1999), litauische Sängerin

### Juol
- Juolevi, Olli (* 1998), finnischer Eishockeyspieler

### Juon
- Juon, Konstantin Fjodorowitsch (1875–1958), russischer Künstler
- Juon, Paul (1872–1940), schweizerisch-russischer KomponistPaul Juon (1872–1940)

Paul Juon (1872–1940)

### Juoz
- Juozaitienė, Jūratė (* 1953), litauische Politikerin, Mitglied des Seimas
- Juozaitis, Arvydas (* 1956), litauischer Philosoph, Journalist, Schwimmer und Politiker
- Juozaitis, Rymantas (* 1953), litauischer Manager der Energiewirtschaft
- Juozapaitis, Jonas (* 1945), litauischer Politiker
- Juozapaitis, Jurgis (* 1942), litauischer Komponist
- Juozapaitis, Vytautas (* 1963), litauischer Opernsänger (Bariton) und Politiker, Professor der Lietuvos muzikos ir teatro akademija (LMTA)
- Juozapavičius, Mykolas (* 1979), litauischer Politiker